# لن أعيش في جلباب أبي (مسلسل)
لن أعيش في جلباب أبي: مسلسل اجتماعي مصري، عرض في شهر رمضان عام 1416 هـ الموافق 21 يناير 1996م. وكان له انتشار واسع في كل الدول العربية بطولة نور الشريف وعبلة كامل، إخراج أحمد توفيق وهو في الأصل مأخوذ عن رواية للكاتب إحسان عبد القدوس، سيناريو وحوار مصطفى محرم.
تدور أحداث المسلسل حول قصة الصعود من القاع إلى القمة، فيبدأ عبد الغفور البرعي (نور الشريف) حياته العملية من وكالة الحاج إبراهيم سردينه (عبد الرحمن أبو زهرة) أحد كبار التجار بوكالة البلح، ويتمكن باجتهاده وأمانته من الفوز بثقة الحاج سردينة، ولكنه في الوقت نفسه أثار ضده أحقاد مرسي (خليل مرسي) كبير العمال الذي سعي لإفساد العلاقة بين عبد الغفور، ومحفوظ (مصطفى متولي) الابن الوحيد للحاج سردينة الذي تعمد إذلاله وإهانته.
يُعجب عبد الغفور بفاطمة (عبلة كامل) بائعة الكشري، التي تبادله الإعجاب وتحاول مساعدته في مشواره الصعب، وتمر الأيام ويزداد عبد الغفور خبرة في عمله ويتمكن بمساعدة الحاج إبراهيم سردينة من سبر أغوار المهنة ويساعده في ذلك فهيم أفندي الرجل المتعلم العالم ببواطن الأمور.
وبالتدريج يتمكن عبد الغفور من الاستقلال عن الحاج سردينة وإدارة عمل خاص به، ويتخذ من سيد (مخلص البحيري) الأخ الوحيد لفاطمة وفهيم أفندي مساعدين له، ويتزوج من فاطمة وينجب ولده عبد الوهاب (محمد رياض)، وأربع فتيات "سنية، وبهيرة، ونفيسة (منال سلامة)، ونظيرة (حنان ترك)"، وبمهارته وذكائه يتمكن عبد الغفور من حجز مكانه وسط عالم التجار في الوكالة، ليصبح أحد أكبر رجال الأعمال في مصر، حتى أن محفوظ بعدما كان يعامله بازدراء سعى جاهداً لنيل صداقته من جديد!!
وعلى الرغم من توافر مقومات السعادة في حياة عبد الغفور البرعي، إلا إنه عانى من ابتعاد ولده الوحيد عنه، وإصرار عبد الوهاب على بناء عالم خاص جداً بعيداً عن والده ونفوذه.
فلم تكن الثروة التي جمعها عبد الغفور مصدر سعادة له حسب ما اعتقد الجميع لكنها كادت أن تصبح لعنة تطارد أبنائه الواحد تلو الآخر.

## الممثلون
| الاسم الحقيقي                                  | الدور                   | المعلومات |
| ---------------------------------------------- | ----------------------- | --- |
| نور الشريف                                     | الحاج عبد الغفور البرعي | تاجر الخردة الثري في وكالة البلح، بدأ عاملا في مخزن الخردة بوكالة البلح في محل الحاج إبراهيم سردينة، ولكنه بعد عدة مجازفات في البيع والشراء أخذ يكبر شيئا فشيئا إلى أن أصبح مليونير وهو بالرغم من ذلك لا يجيد القراءة ولا الكتابة وما زال يرتدي الجلباب الواسع ويضع فوق رأسه لبدة ملفوفة يرفض التخلي عنها، وكان معروفا بين الناس على أنه بخيل على أولاده، والواضح أن علاقته بأبنائه كانت علاقة يشوبها الجفاف بسبب شعورهم بالعقدة من نجاح أبيهم كما أنه لا يحب التدخل في شئونهم وتصرفاتهم ما دامت لا تسبب ضرراً للعائلة، وإنما يتركهم يجربون ويختارون حياتهم بأنفسهم، ولذلك نجده مثلاً لا يتدخل في زواج عبد الوهاب ولا يفرض رأيه على تزويج بناته، ولعل أقرب أبنائه إليه هي ابنته نظيرة بما تملكه من شخصية طموحة إلى تحقيق ذاتها، أما علاقته بزوجته فقد كانت علاقة مستقرة منذ البداية قائمة على التفاهم فكل منهما يحقق للآخر ما يريده فهي تحاول مساعدته في مشواره الصعب، ويتزوج منها وينجب ابن واحد (عبد الوهاب) وأربع بنات (سنية وبهيرة ونفيسة ونظيرة). |
| عبلة كامل                                      | فاطمة كشري              | زوجة الحاج عبد الغفور البرعي وأخت سيد كشري، بائعة الكشري التي تعجب بعبد الغفور وتساعده للوصول إلى حلمه ليصبح من كبار رجال الأعمال في مصر، وهي نموذج للزوجة المطيعة لزوجها والتي كافحت معه وصبرت دون تردد حتى تحسن وضعه، وقد ظلت متمسكة بشخصيتها البسيطة حتى بعد أن أصبحت زوجة مليونير، فلم تحاول قط أن تتعرف على الطبقات الراقية، وإنما كان كل ما تفعله هو التباهي بالأساور الذهبية التي تكسو رسغها. |
| محمد رياض معوض إسماعيل (شابا) حسام عادل (طفلا) | عبد الوهاب              | الابن الوحيد للحاج عبد الغفور، يعاني من الفشل الشديد في جميع جوانب حياته كما أنه مصاب بعقدة نفسية من نجاح والده، ففي الإبتدائية يرسب في دراسته ولكنه يريد أن يكون مشهوراً بين الناس فيسير في الشارع بملابس كرة القدم ويدعي أنه عضو في نادي الترسانة، وبعد عام يتحول إلى حالة أخرى حيث أصبح يتردد على البار كل يوم لشرب البيرة ثم يعود لينام وكأنه يهرب من واقعه وفشله ويهرب ممن حوله، ثم يتحول بعد عام إلى حالة التدين التي يستمر عليها (التزمت الشديد) ويستمر فشل عبد الوهاب في كل تجربة يخوضها في المدرسة، وفي سفره لإتمام دراسته، وفي زواجه الذي لم يستمر طويلاً من الأمريكية روزالين (أمينة) لعلها تأخذه معها إلى أمريكا، ولكنها تطمع في ثروة والده وتطلب منه أن يعمل مع والده لأنه لا يملك شهادة ولكنه يرفض ذلك وطلبت منه الطلاق عندما فشلت في الحصول على تمويل من والد زوجها الحاج عبد الغفور البرعي، ولذلك كان بعيداً عن أسرته لا يشركهم في شئونه ولا في أمر زواجه، وكانت علاقته بوالده علاقة متوترة من جانبه فهو لا يحب الحديث عن والده ولا العمل معه، وقد كانت نظيرة هي أقرب إخوته له، وهي الوحيدة التي يتحدث معها والتي تستطيع التدخل في حياته، تتحسن علاقة عبد الوهاب بوالده ورغبته في العمل معه بعد جلسة مصارحة بين الإثنين، ويعمل معه ويتزوج من فاطمة ابنة خاله سيد كشري. |
| ناهد رشدي ولاء صلاح الدين (طفلة)               | سنية                    | الإبنة الكبرى للحاج عبد الغفور، تتزوج من نبيل ابن الوزير ثم من عبد المنعم ابن الحاج بدوي. |
| وفاء صادق هاجر حماد (طفلة)                     | بهيرة                   | الإبنة الثانية للحاج عبد الغفور، تتزوج من إبراهيم ابن محفوظ سردينة. |
| منال سلامة مايا وليد (طفلة)                    | نفيسة (نوفا)            | الإبنة الثالثة للحاج عبد الغفور، تتزوج من خضير ابن خالها سيد كشري، كانت ترفض اسمها وهي صغيرة وكأنها بذلك تثور على البيئة التي نشأ فيها والدها. |
| حنان ترك                                       | نظيرة                   | الإبنة الصغرى للحاج عبد الغفور، ورغم دراستها في الجامعة الأمريكية إلا أنها ظلت محتفظة بشخصية بنت البلد، متمسكة باسمها الذي يحفظ لها شخصيتها رغم ضحك البعض عليه، فخورة بوالدها وبهيئته وزيه، ورغم شعورها أحياناً بعقدة نجاح والدها إلا أن هذه العقدة لم تسيطر عليها مثل باقي إخوتها وإنما صنعت منها شخصية قوية مصرة على النجاح، لذلك لم تتأثر علاقتها بوالدها بل على العكس من ذلك كانت قريبة إلى والدها وإلى أخيها عبد الوهاب، وقد قررت أن لا تتزوج حتى تتم دراستها وتصبح مستقلة بنفسها عن أبيها، لكنها بعد أن تعرفت على حسين صديق عبد الوهاب القديم وتأكدت من صدق طلبه وعدم طمعه بالمال تزوجته من دون مساعدة من أبيها ومن أي أحد آخر. |
| إيناس مكي                                      | د. روزالين (أمينة)      | طبيبة أسنان أمريكية الجنسية وزوجة عبد الوهاب الأولى، وتسعى باستمرار مهما فشلت إلى الحصول على أي فرصة لتحقق نجاحها الشخصي وتثبت ذاتها، روزالين إختارت أن تغير دينها إلى الإسلام عن إقتناع وكان عندها إستعداد أن تغير عملها، لم تكن علاقتها بعبد الوهاب قائمة على الحب وإنما تزوجته لاستغلال ثروة أبيه وهو تزوجها لكي يتمكن من تكوين نفسه بالسفر إلى أمريكا، وعندما أخطأ كل منهما في فهم الآخر باءت الزيجة بالفشل، كما كانت علاقتها بأفراد العائلة باردة منذ البداية، حيث أنهم لم يستطيعوا الإحساس بها كمسلمة كما أنها كانت لا تشترك في أي عمل في البيت بعد زواجها ولا تخرج من الغرفتين إلا لحاجة، ثم غيرت من أسلوبها وأصبحت تقضي معظم الوقت معهم لتحقق أطماعها في العمل مع الحاج عبد الغفور، وطلبت منه الطلاق عندما فشلت في العمل معه، حتى أن عبد الغفور البرعي كان يتمنى أن يمتلك أحد أبناؤه طموح روزالين. |
| مخلص البحيري                                   | سيد كشري                | أخ فاطمة كشري زوجة عبد الغفور، ومساعد الحاج عبد الغفور في العمل. |
| سهير الباروني                                  | فتحية                   | زوجة سيد كشري. |
| مؤمن حسن نادر حسن (طفلا)                       | خضير سيد كشري           | ابن سيد كشري وزوج نفيسة (نوفا) ابنة الحاج عبد الغفور البرعي، ومساعده في العمل بعد وفاة فهيم أفندي. |
| مي محمد سعيد                                   | فاطمة سيد كشري          | ابنة سيد كشري وزوجة عبد الوهاب الثانية. |
| عبد الرحمن أبو زهرة                            | الحاج إبراهيم سردينة    | أحد كبار التجار بوكالة البلح، تبنى تعليم عبد الغفور عندما كان فقيرا وهو والد محفوظ سردينة. |
| مصطفى متولي                                    | محفوظ بيه سردينة        | أحد كبار التجار بوكالة البلح، والابن الوحيد للحاج إبراهيم سردينة الذي تعمد إذلال وإهانة عبد الغفور عندما كان فقيرا، ثم يسعى جاهداً لنيل صداقته من جديد بعد أن أصبح من كبار تجار وكالة البلح، يتزوج إبنه إبراهيم من بهيرة ابنة عبد الغفور. |
| خالد العيسوي                                   | إبراهيم محفوظ سردينة    | ابن محفوظ سردينة من زوجته الأولى فوزية وزوج بهيرة ابنة الحاج عبد الغفور البرعي. |
| صفاء الطوخي                                    | فوزية                   | زوجة محفوظ سردينة الأولى. |
| مروة الخطيب                                    | لولا                    | زوجة محفوظ سردينة الثانية. |
| رشوان توفيق                                    | الوزير مصطفى عبد المطلب | جار الحاج عبد الغفور، كان وزيرا في الحكومة ثم أُحيل على المعاش. |
| كوثر العسال                                    | درية                    | زوجة الوزير |
| ياسر جلال                                      | نبيل                    | ابن الوزير وزوج سنية ابنة الحاج عبد الغفور الأول، يطمع بثروة الحاج عبد الغفور ولكنه يطلق سنية بعد فشله في سرقة الحاج عبد الغفور. |
| عبير عادل                                      | ميرفت                   | ابنة الوزير |
| أحمد سلامة أحمد عزمي (شابا) سامي عادل (طفلا)   | م. حسين سامي فهمي       | صديق عبد الوهاب الوحيد، وزوج نظيرة ابنة الحاج عبد الغفور، يعمل مهندسا في إحدى الشركات ثم يستقل بمكتبه الخاص، تولدت علاقة حب بينه وبين نظيرة مما جعلها تتردد كل يوم على شقته وتدرس هناك إلى أن طلب حسين الزواج منها ولكنه أراد أن يثبت لها ولوالدها أنه غير طامع في أمواله فتزوجها دون مهر أو شبكة ورفض أن يشترى لهما والدها أي شيء لتجهيز بيتهما، وبالفعل اعتمد حسين ونظيرة على نفسيهما ونجح حسين في مشروعه الذي كان يريد تنفيذه وتخرجت نظيرة في الجامعة وبدأت في العمل معه ومعاونته، وعاشا معاً في سعادة وهناء. |
| مصطفى هاشم                                     | سامي فهمي (أبو حسين)    | والد حسين. |
| عواطف حلمي                                     | أم حسين                 | والدة حسين. |
| سهام فتحي                                      | د. خيرية الباجوري       | دكتورة بالجامعة الأمريكية بالقاهرة، وهي المشرفة على تدريس نظيرة في الجامعة، شخصيتها استبدادية فهي تحب دائماً السيطرة على من حولها، وهي ليست جميلة إلا أنها شخصية ذكية ومثقفة قررت التفرغ لزواجها رغم نجاحها في دراستها، وقد بدا عليها وعلى زوجها الدكتور مؤنس التأثر بالحياة الأوروبية التي تمتاز بالحرية في كل شيء ولعل ذلك يبدو واضحاً في تقديمها المشروب المحرم (الخمرة)، وفي زيارة حسين دون وجود زوجها، وعلاقتها بروزالين علاقة وطيدة تتسم بنوع من السيطرة، وهي تشفق عليها كثيراً وتبرر تصرفاتها، في حين كان رأيها سلبياً في عبد الوهاب. |
| عبد الرحيم حسن                                 | د. مؤنس                 | زوج الدكتورة خيرية. |
| فاروق الرشيدي                                  | فهيم أفندي              | مساعد الحاج عبد الغفور، يساهم في نمو تجارة الحاج عبد الغفور، يصاب بمرض ويتوفى ويحزن عليه الحاج عبد الغفور كثيراً، ثم يتولى خضير مكانه في الوكالة. |
| عثمان محمد علي                                 | الحاج بدوي              | أحد كبار التجار بوكالة البلح. |
| سيد صادق                                       | الحاج سالم أبو خيشة     | أحد كبار التجار بوكالة البلح. |
| خليل مرسي                                      | الريس مرسي              | كبير العمال بوكالة الحاج إبراهيم سردينة. |
| عبد الوهاب خليل                                | الريس مِدَنْي              | بائع الروبابيكيا. |
| سيد حاتم                                       | حمامة                   | صبي القهوة بوكالة البلح. |
| أنور عبد العزيز                                | الشيخ حنفي العنبري      | رجل دين أزهري يتواجد بمسجد الحسين بالقاهرة وهو الذي أرسل عبد الغفور البرعي للحاج إبراهيم سردينة بأمارة فتة الكوارع ليعمل معه حتى أكرمه الله، دائما ما ينصح عبد الغفور وابنه عبد الوهاب. |

### بقية الممثلين
- محمود البنا
- محمود بشير
- فتحي السيد
- محمد عابدين
- يوسف حسين
- ثريا إبراهيم
- حسن عثمان
- مديحة أنور
- عادل عطية
- صلاح الحسيني
- سيد مصطفى
- عطا الغمراوي
- محمد إمام
- علي جمال الدين

الأطفال
- محمود إسماعيل: (طفل)
- مراد مروان: (طفل)

بالإضافة إلى
- شفيق جلال: (مطرب الفرح)
- عبد الحميد حسين: (مطرب الفرح)

## هوامش
- تم إلغاء شخصية (عبد الستار) في الرواية وهو ابن الحاج عبد الغفور البرعي ودمج شخصيته بشخصية (عبد الوهاب) وهو في الرواية هاجر إلى بريطانيا واستطاع أن ينجح ويعيش خارج الجلباب دون الحاجة إلى والده.
- عائلتي سيد كشري والحاج إبراهيم سردينة لا ذكر لهم في الرواية.
- الرواية أخذت على لسان (حسين) صديق عبد الوهاب، وشخصية (حسين) هي شخصية الصحفي الشاب محمد عبد القدوس ابن الكاتب إحسان عبد القدوس وعليه تدور هذه القصة.[3]

## روابط خارجية
لن أعيش في جلباب أبي على موقع IMDb (الإنجليزية)
- لن أعيش في جلباب أبي على موقع قاعدة بيانات الأفلام العربية
- لن أعيش في جلباب أبي على موقع قاعدة بيانات الفيلم (الإنجليزية)
- لن أعيش في جلباب أبي